# Glenea homonospila
Glenea homonospila är en skalbaggsart som beskrevs av Thomson 1865. Glenea homonospila ingår i släktet Glenea och familjen långhorningar. Inga underarter finns listade i Catalogue of Life.